# Venise
Venise is een gemeente in het Franse departement Doubs (regio Bourgogne-Franche-Comté) en telt 404 inwoners (2004). De plaats maakt deel uit van het arrondissement Besançon.

## Geografie
De oppervlakte van Venise bedraagt 6,2 km², de bevolkingsdichtheid is 65,2 inwoners per km².

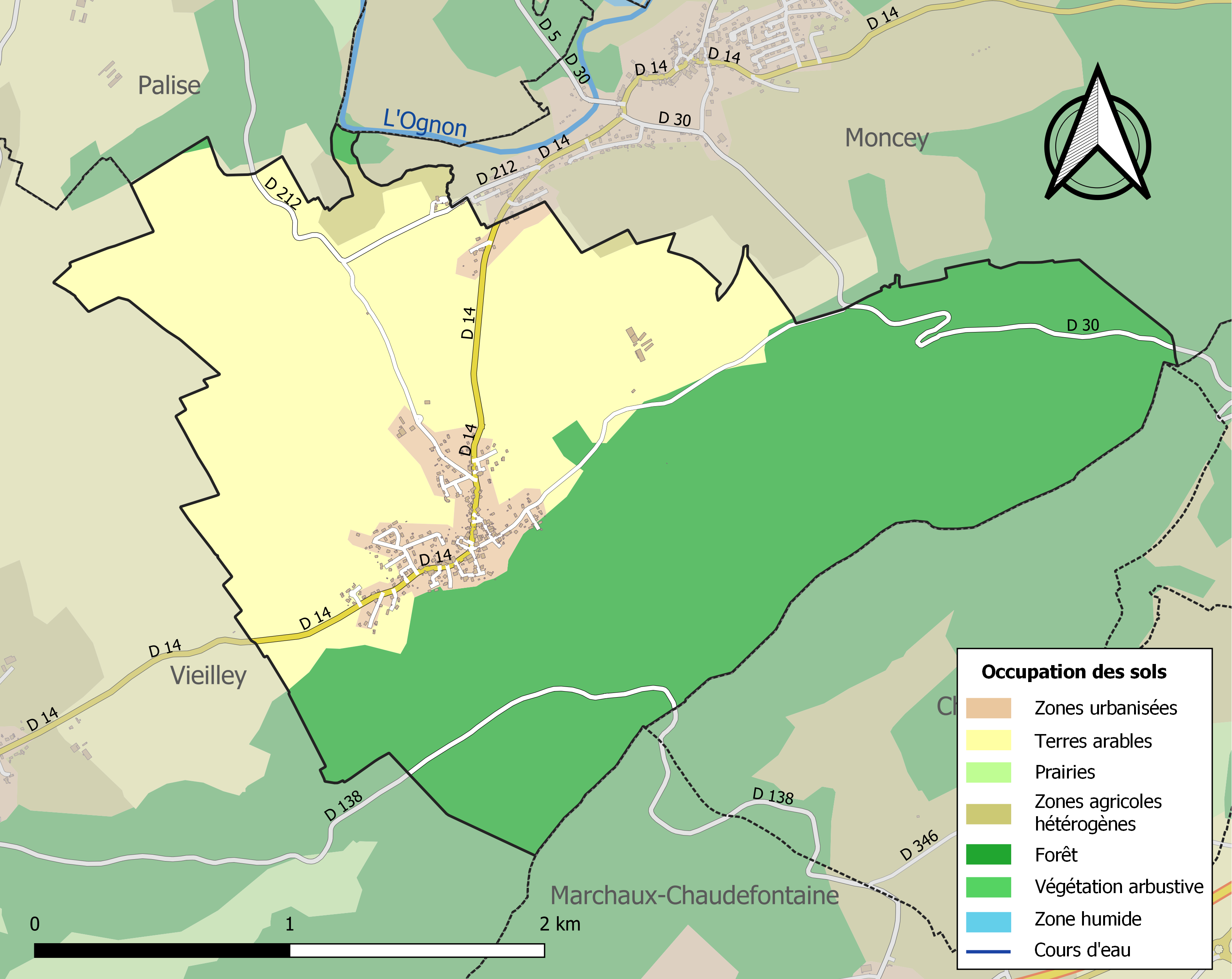
Kaart van de gemeente met de belangrijkste infrastructuur, bodemgebruik en omliggende gemeenten

## Demografie
Onderstaande figuur toont het verloop van het inwonertal (bron: INSEE-tellingen).